# Израелска предсједничка медаља части
Израелска предсједничка медаља частi (хебр. עיטור נשיא מדינת ישראל) је највишe цивилнo одликовање које додељује предсједник државе Израел.

## Историја
Ову медаљу, под именом Предсједничка медаља, први пут је уручио предсједник Израела Шимон Перес 1. марта 2012. године у резиденцији предсједника Израела (Беит Ха-Насију). Укупно је одликовано 26 особа. Ова медаља се додјељује појединцима и организацијама за њихов допринос израелском друштву, очувању мира у свијету и за допринос друштвеном и културном животу Израела и свијета. Медаљу, по узору на француску Легију части, дизајнирао је Јоси Матијаху и укључује стих из Самуилове књиге, што се слободно преводи као „глава и рамена [изнад остатка].“ Предсједник Исак Херцог оживео је институцију медаље 2022. године, додијеливши је први пут од Шимона Переса 2014. Под Херцогом, одликовање је преименовано у Израелску предсједничку медаљу части.

## Добитници

### 2012
- Хенри Кисинџер, бивши државни секретар Сједињених Америчких Држава[2]
- Џудит Фелд Кар, канадска заштитница људских права која је помогла да се спасе хиљаде Јевреја из Сирије.[2]
- Раши фондација, заговара друштвену мобилност и једнакост[2]
- Рабин Адин Штајнзалц , уредник Талмуда: Штајнзалц издање[2]
- Зубин Мехта, индијски диригент, доживотни музички директор емеритус Израелске филхармоније[2]
- Ори Слоним, специјални савјетник неколико израелских министара одбране за ратне заробљенике и нестале[2]

### 2013
- Барак Обама, бивши предсједник САД[3]
- Бил Клинтон, бивши предсједникСАД[4]
- Ели Визел, активиста за људска права[5]
- Стивен Спилберг, филмски режисер[6]
- Рабин Јицак Довид Гросман, главни рабин Мигдал Хаемека, оснивач и декан Мигдал Ора[7]
- Лиа Ван Лир, оснивач Кинотеке Хаифа, Јерусалимске кинотеке, Израелске филмске архиве и Јерусалимског филмског фестивала[7]
- Ави Наор, израелски предузетник[5][7]
- Рабин Абрахам Елимелецх Фирер, предсједники оснивач Езра ЛеМарпех, непрофитне организације која пружа медицинску помоћ потребитима[5][7]
- Бригадни генерал Авигдор Кахалани, бивши израелски војник и политичар[5][7]
- Авнер Шалев, предсједник управе Јад Вашем[7]
- Др Хари Зви Табор, оснивач Националне лабораторије Израела за физику. Познат је као "отац" соларне енергије у Израелу[5]
- Џек Махфар, иранско-јеврејски филантроп[7]

### 2014
- Ангела Меркел, бивша њемачка канцеларка[8]
- Ђорђо Наполитано, бивши предсједник Италије [9]
- Рут Дајан, друштвена активисткиња и оснивачица модне куће "Маскит"[10]
- Стеф Вертхајмер, индустријалац, филантроп и бивши члан Кнесета[10]
- Камал Мансур, савјетник за мањинска питања седам израелских председника[10]
- Рабин Израел Меир Лау, бивши главни ашкеназски рабин Израела[10]
- Проф. Рувен Фојерштајн, израелски клинички, развојни и когнитивни психолог и оснивач Међународног центра за унапређење потенцијала за учење[10]

### 2022
- Милош Земан, предсједник Чешке[11][12]
- Џо Бајден, предсједник САД[13][14]
- Никос Анастасијадис , предсједник Кипра[15]
- Далија Фадила, арапско-израелска педагогиња[16]

### 2023
- Чава Алберштајн, израелска музичарка[17]
- Ади Алтшулер, оснивачица Зикарон БаСалона[17]
- Меир Бузагло, активиста јеврејске обнове[17]
- Рабин Менахем Хакоен, бивши члан Кнесета[17]
- Мона Кхоури, потпредсједница и редовни професор Хебрејског универзитетг у Јерусалиму[17]
- генерал мајор Дан Толковски, пензионисани официр израелског ваздухопловства[17]
- Кармела Менаше, војни дописник "Војног радија"[17]
- Бибрас Натхо, бивши капитен фудбалске репрезентације Израела[17]
- Асад Арајди, просвјетни радник[17]
- Лена Штерн, социјални предузетник[17]
- Андре Азулеј, виши савјетник мароканског краља Мухамеда VI[17]
- Ирвин Котлер, бивши канадски министар правде[17]
- Фондација Кемах, која промовише запошљавање у хареди сектору Израела, организациона награда[17]